# Gerő Attila
Gerő Attila, 1897-ig Guttmann Ármin (Nagyvárad, 1870. június 3. – Budapest, 1916. október 8.) író, költő, újságíró, műfordító.

## Élete
Erdélyi zsidó családban született, Guttmann Vilmos kereskedő és Fischmann Janka gyermeke volt. Szülővárosában és Bécsben tanult, újságírói pályáját a Nagyvárad-nál kezdte, majd a fővárosi napilapokban és az Egyenlőségben folytatta. Lefordította Émile Zola Pascal orvos-át és az A három város-t, továbbá Alphonse Daudet és Richard Voss több regényét is, részben nejével, Cserhalmi Irén írónővel. Szerkesztette a Külföld, Hasznos Tanácsadó és a Család című szépirodalmi lapokat. 
Önállóan megjelent kötetei
- Pálmák (versek, 1892)
- Mámor (versek, 1905)
- Szerelmes zsoltárok (versek, 1906)

Második házastársa Beck Leopoldina (1870–1936) volt, akivel 1912. július 31-én Budapesten, a Ferencvárosban kötött házasságot.